# زبان اسپانیایی آمریکای لاتین
| 50% | 20% | 5% |
| 30% | 10% | 2% |

اسپانیایی‌زبان‌ها در قاره آمریکا

زبان اسپانیایی آمریکای لاتین زبان مادری بیش از ۴۱۸ میلیون نفر از مردم قاره آمریکا می‌باشد. پیشینهٔ این زبان در این قاره به سال ۱۴۹۲ و کشف قاره آمریکا توسط کریستف کلمب دریانورد پادشاهی اسپانیا بازمی‌گردد. زبان اسپانیایی بیش از آنکه توسط مهاجران اسپانیایی تکلم شود با کنار زدن زبان‌های بومی منطقه جای خود را در قاره جدید باز نمود.

## پراکندگی جغرافیایی
- آمریکای شمالی

- ایالات متحده آمریکا
- مکزیک

- آمریکای مرکزی

- کاستاریکا
- گواتمالا
- هندوراس
- نیکاراگوآ
- پاناما
- السالوادور

- آمریکای جنوبی

- بولیوی
- شیلی
- آرژانتین
- اکوادور
- پرو
- اروگوئه
- پاراگوئه
- کلمبیا
- ونزوئلا

- دریای کارائیب

- کوبا
- پورتوریکو
- دومنیکن